# Oroquieta-Erviti
Oroquieta-Erviti (Orokieta-Erbiti en euskera y de forma oficial) es un concejo de la Comunidad Foral de Navarra en España perteneciente al municipio de Basaburúa Mayor. 
Está situado en la Merindad de Pamplona, en la comarca de Ultzamaldea, y a 27 km de la capital de la comunidad, Pamplona. Su  población en 2014 fue de 87 habitantes (INE), su superficie es de 13,93 km² y su densidad de población de 6,25 hab/km².
El concejo está formado por los lugares de Erviti, Oroquieta y Ola.

## Geografía física

### Situación
Oroquieta-Erviti está situado en la parte oriental del municipio de Basaburúa Mayor a una altitud de 545 m s. n. m. Su término concejil tiene una superficie de 13,93 km² y limita al norte con el municipio de Beinza-Labayen; al este con el concejo de Ilarregui en el municipio de Ulzama; al sur con el concejo d Oscoz en el municipio de Imoz) y al oeste con el término de Aizároz y los concejos de Igoa y Garzarón.
|                                 | Norte: Beinza-Labayen |                          |
| Oeste: Igoa, Aizároz y Garzarón |                       | Este: Ilarregui (Ulzama) |
|                                 | Sur: Oscoz (Imoz)     |                          |

## Demografía

### Evolución de la población
| Gráfica de evolución demográfica de Oroquieta-Erviti entre 2000 y 2011 |
|                                                                        |
| Datos según el nomenclátor publicado por el INE.                       |

### Distribución de la población
El concejo se divide en las siguientes entidades de población, según el nomenclátor de población publicado por el INE (Instituto Nacional de Estadística). Los datos de población se refieren a 2014. 
| Entidad de Población | Población (2014) |
| -------------------- | ---------------- |
| Erviti               | 36               |
| Ola                  | 16               |
| Oroquieta            | 35               |